# 窒息剤
窒息剤（ちっそくざい　Choking agent　または　Pulmonary agent）とは呼吸器系に作用して、肺水腫などの障害を起こさせる化学兵器である。

## 概要
近代的化学兵器の初期の代表例とも言える塩素ガスは窒息剤であり、第一次世界大戦では大量に使用された。また、主に呼吸器系に作用することから、防護手段としてはガスマスクが用いられる。暴露すると、暴露濃度及び時間にもよるものの、目、鼻、喉等に刺激を受け、遅延する場合もあるが肺水腫を生じさせる。治療に際しては、主に気道の確保や暴露部位の洗浄などが行われる。

## 主な窒息剤
- 塩素ガス
- クロロピクリン (PS)
- ペルフルオロイソブテン (PFIB)
- ホスゲン (CG)
- ジホスゲン (DP)

## 参照
1. 1 2 3 4 5  “生物・化学兵器への公衆衛生対策 WHOガイダンス”.   世界保健機関 (2004年). 2020年10月18日閲覧。